# Nostalgie
Nostalgie (uit het Grieks: nostos = terugkeer en algos = droefheid, pijn, lijden) is het gevoel iets belangrijks of dierbaars te zijn kwijtgeraakt. Dit uit zich in heimwee naar het (persoonlijke) verleden.

## Definitie
Nostalgie werd voor het eerst in 1678 beschreven. Er was toen in een Bazels geschrift sprake van een onbestemde zucht naar het vaderland, die aan melancholie verwant zou zijn. Het gevoel lijkt veel op dat van heimwee.
De originele betekenis, betrekking hebbend op een ernstige medische aandoening, is verdwenen nu het een alledaags woord is geworden. Nostalgie wordt nu geassocieerd met herinneringen uit vervlogen tijden, de "goede oude tijd".
Hoewel nostalgie geen medische aandoening meer betreft ervaren sommige mensen toch symptomen zoals pijn in de borstkas, keel, of maag, of gevoelens van emotionele pijn.

## Voorbeelden
Nostalgie is vaak verbonden met de kindertijd of schooljaren. Jeugdsentiment vertaalt zich bijvoorbeeld in bepaalde plaatsen die men als kind heeft gekend, speelgoed dat men had, mode, kinderprogramma's of films waar men naar keek of de relatief onbezorgde en veilige sfeer waarin men opgroeide. Nostalgie naar twee decennia eerder is ook sinds de 20ste eeuw meer wijdverspreid geworden. Zo blikte men in de jaren 70 terug op de jaren 50, wat zich vertaalde in nostalgische tv-series en films zoals Happy Days en Grease die een geromantiseerd beeld van deze periode schetsten. Tijdens de jaren 20 blikte men terug op de jaren voor de Eerste Wereldoorlog. In de jaren 80 keek The Wonder Years terug op de jaren 60 en in de jaren 90 blikte That '70s Show op de jaren 70. Maar ook films die niet doelbewust op nostalgie mikken kunnen bij het publiek een nostalgisch gevoel opwekken, zoals Trainspotting (1996) die zich in de jaren 80 afspeelt, en O Brother, Where Art Thou? (2000) die een sfeerrijk beeld van het Amerikaanse zuiden in de jaren 30 biedt. De soundtrack, vol met traditionele blues en countrymuziek werd erg populair.
Er is ook een algemene tendens op het verleden terug te blikken alsof "het vroeger beter was". Deze nostalgie is meestal enkel gericht op een geromantiseerd beeld van het verleden en focust doorgaans slechts op enkele details of bepaalde dingen die tegenwoordig anders zijn in vergelijking met toen. De persoon grijpt hiermee terug naar een tijd die voor hem overzichtelijker en beter te begrijpen was, meestal zijn jeugdjaren, toen hij zich nog geen zorgen hoefde te maken over werk, belastingen, rekeningen... De negatieve herinneringen zijn vervaagd en enkel de positieve herinneringen blijven over.

## In (populaire) cultuur
Nostalgie is ook een populair thema in literatuur, film en muziek. Maar ook een gewoon lied kan nostalgische herinneringen oproepen wanneer een persoon het lied associeert met een bepaalde periode van zijn leven. Ook het omgekeerde is waar: een persoon kan nostalgische en sentimentele gevoelens gewaar worden wanneer hij voor het eerst een bepaald lied uit een bepaalde tijdsperiode hoort, ook al had hij dit lied nooit eerder gehoord of was hij toen het werd opgenomen nog niet geboren. Hetzelfde geldt natuurlijk ook voor andere zaken: kunst, foto's, mode, tekenfilms, strips, boeken, architectuur, televisiereeksen, beroemde personen...
- Bibliothèque nationale de France: cb122410794 (data)
- Gemeinsame Normdatei: 4131814-6
- Library of Congress Control Number: sh85092773
- Nationale Bibliotheek van Tsjechië: ph804329
- Nationale Bibliotheek van Israël: 987007536211205171